# Ета-Ліриди
Ета-Ліриди — слабкий метеорний потік, що виникає на початку травня і триває з 3-го по 14-те травня. Максимум поки що точно не визначено за браком інформації, але скоріш за все десь це 8 — 10 травня. За годину можна спостерігати від 1 до 4 метеорів. Радіант знаходиться між сузір’ями Ліри та Лебедя, біля зірки ета-Ліри.

## Історія
Відкриття цього метеорного потоку було спрогнозовано 9 травня 1983 року Джеком Драммонтом. Того року не було помічено підвищеної активності в цей період. Потенціал ета-лірид був оцінений японськими спостерігачами, так у 1984 році в період з 7 по 14 травня було успішно проведено спостереження цього метеорного потоку.